# Cathédrale Notre-Dame-de-l'Assomption de Port-au-Prince
Cette  cathédrale ne doit pas être confondue avec une autre cathédrale de Port-au-Prince.
 D’autres cathédrales portent le nom de cathédrale Notre-Dame-de-l'Assomption.
La cathédrale Notre-Dame-de-L'Assomption est l'église cathédrale de l'archidiocèse catholique de Port-au-Prince, à Haïti. Consacrée le 20 décembre 1914, après environ dix années de travaux, elle a été détruite lors du tremblement de terre du 12 janvier 2010.

## Historique

### Motivation
Le besoin de construction d'un nouvel édifice dans le quartier dit « l'Intendance » se fit sentir dès la fin des années 1870. En effet, une pétition circula en 1878 demandant l'édification d'une cathédrale digne de ce nom, en remplacement du bâtiment construit en bois dès 1770, le long de la rue Docteur-Aubry, qui avait plus l'allure d'un vaste hangar recouvert d'ardoises et doté d'un modeste clocher-colombier. Par manque d’entretien ainsi qu’en raison des techniques défectueuses utilisées pour l’agrandissement de 1849, cette église se dégrade rapidement, entrainant la fermeture au public au début des années 1980. Une seule entorse à cette règle fut faite, en 1983, lors de la cérémonie ordonnée par Jean-Claude Duvalier à l’occasion du retour des restes de Toussaint Louverture. L’ancienne cathédrale fut entièrement détruite lors des évènements qui suivirent la tentative de coup d’état de Roger Lafontant, le 7 janvier 1991. 
Lors d'un voyage en France dont il était originaire, l'archevêque de l'époque, Mgr Alexis Guilloux (né à Ploermel en 1819 et mort en 1885), contacte l'architecte nantais René Michel Menard (1843-1895) à qui il confie la préparation du plan et l'étude des fondations. Ce dernier élabore le schéma d'un édifice de 80 mètres de long sur 45 de large, auquel il joint un devis estimatif assez élevé.

### Construction

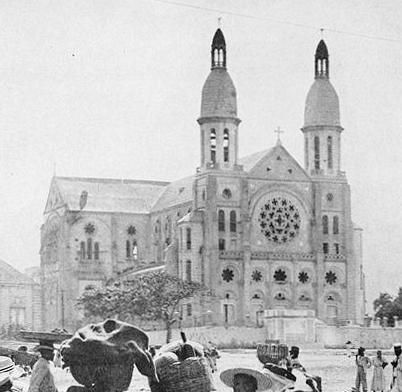
Vers 1925

Non rebuté par la somme demandée, le clergé commence les travaux de construction de la cathédrale le 13 janvier 1884. La mort de Monseigneur Guilloux un an plus tard, fera stopper le chantier jusqu'en 1899, année durant laquelle le nouvel archevêque, Mgr Giulio Tonti, bénit la tour nord.
Mais le chantier est de nouveau suspendu, notamment faute de crédit. Il faudra la détermination du nouvel archevêque Mgr Julien Conan (1903 - 1930), pour que les travaux reprennent et que l'édifice soit enfin achevé. Il contacte un cabinet d'architecte belge, la société Perraud et Dumas spécialisée dans la construction d'édifices religieux. Le contrat est passé le 6 septembre 1904 stipulant que, pour 300 000 dollars (payés par 5 versements annuels de 60 000 dollars chacun) le bâtiment devait revêtir « toutes les caractéristiques monolithiques, c'est-à-dire avoir tous les caractères d'un monument taillé dans une carrière de pierres des plus belles essences et sans solution de continuité ». Cette disposition n'empêcha cependant pas d'opter pour un nouveau matériau capable de résister aux perturbations sismiques, et inédit en Haïti, le béton armé. Le contrat spécifiait également les dimensions que devait prendre l'édifice : 
- longueur intérieure : 81 m ;
- largeur de la façade : 49 m ;
- hauteur sous voûte à la nef : 24 m ;
- hauteur au transept : 26 m.

Outre le béton armé ou la pierre artificielle utilisé pour les murs, les tours, les arcs et les voûtes, on devait se servir de stuc pour la façade, les colonnes, ainsi que l'encadrement des portes et fenêtres, tandis que la charpente métallique devait être recouverte d'ardoises ou de tuiles pannes (ou « panne flamande »). Enfin, selon ce contrat, les travaux ne devaient pas durer plus de 30 mois, mais ce délai ne sera pas respecté malgré les mises en demeure faites à l'ingénieur Paul Perraud, mandaté par la maison Perraud et Dumas pour superviser les travaux.
Les cinq travées de nef initialement prévues sont finalement ramenées au nombre de trois par les architectes haïtiens Léon Mathon et Louis Roy chargés par Mgr Conan, puis agréés par le gouvernement pour diriger et contrôler les travaux qui reprennent enfin au début de l'année 1905.
En juin 1906 les trois cinquièmes de la maçonnerie sont achevés, à la fin de l'année 1907 la façade est virtuellement finie. La mise en place de la voûte en béton armé du transept et du chœur, ainsi que la pose de la couverture d'ardoise occupe toute l'année 1908 et une partie de 1909.
En avril 1910, le clocher est doté de ses quatre cloches pesant un total de 15 000 livres et les vitraux commencent à être posés quelques mois plus tard.
Finalement, le 20 décembre 1914, la cathédrale, dédiée à Notre-Dame de l'Assomption sera consacrée après dix ans de travaux. Il faudra attendre quatorze années supplémentaires pour célébrer le 13 décembre 1928 la « consécration solennelle » après l'installation en 1921 d'un nouveau carillon de quatre cloches d'un total de 4 763 kg (fondu avec le métal des anciennes posées 10 auparavant), d'un orgue Cavaillé-Coll installé deux ans plus tard, ainsi que d'un autel de marbre et de bronze.

### Destruction et dégradation

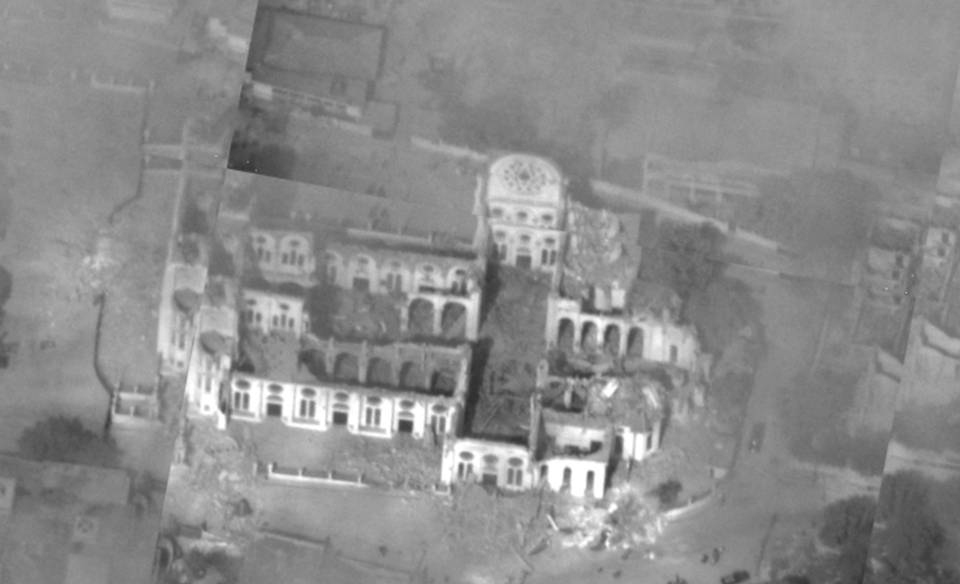
La cathédrale le 14 janvier 2010, deux jours après le tremblement de terre de Port-au-Prince.

La cathédrale en réfection depuis 1968, sera totalement détruite par le séisme du 12 janvier 2010, qui entraina notamment la mort de l'archevêque titulaire Mgr Joseph Miot, dont le corps sera retrouvé le lendemain de la catastrophe dans les décombres de l'archevêché.
Depuis, les ruines de l'édifice font l'objet de dégradations et de souillures diverses. Malgré l'installation d'une palissade, des vols de matériaux ont été commis : ainsi, les portes en bois et autres décorations ont été emportées, tandis que les murs et les piliers sont détruits dans le but de récupérer les structures de métal qui se revendent pour quelques dollars auprès des réseaux organisés de trafiquants. Même les cloches font l'objet de convoitises. L'une d'elles qui menaçait de tomber du clocher, a été retirée par les casques bleus brésiliens de la MINUSTAH et placée en lieu sûr.

## Projet de reconstruction
L'archidiocèse de Port-au-Prince, en collaboration avec la revue Faith & Form et l’Institut de sauvegarde du patrimoine national (ISPAN), organisme du gouvernement haïtien, a été lancé en 2012 un concours d'architecture permettant aux architectes du monde entier de présenter leurs projets pour la construction d'une nouvelle cathédrale qui ne pourra intervenir que d'ici à une dizaine d'années.
L'architecte portoricain Segundo Cardona associé à six collègues a remporté le concours. Il propose d'intégrer la façade de l'ancien édifice encadrée de deux nouvelles tours en béton, tandis que l'ancienne nef dont les piliers seront conservés sera transformée en cour couverte. Les cérémonies religieuses se dérouleront au niveau de l'actuel transept sous une vaste salle surmontée d'un dôme au centre de laquelle se trouvera l'autel, autour duquel se placeront les 1 200 fidèles (capacité qui pourra être porté à 600 personnes supplémentaires grâce à l'utilisation de la cour couverte). L'intérieur de la nouvelle cathédrale sera marqué par l'utilisation créative et abondante de la lumière naturelle, car l'approvisionnement d'électricité à Port-au-Prince est intermittent et coûteux,.